# Diarmait Ruanaid
Diarmait Ruanaid mac Áed Sláine Ard ri Érenn conjoint de 658 à 665. On l'identifie habituellement avec le « Diermait» du Baile Chuinn Chétchathaig

## Origine
Diarmait était le fils Áed Sláine et de sa seconde épouse Eithne fille de Brénainn Dall du Commaicne Cuile Tolad

## Roi de Brega
L’activité guerrière de Diarmait dont le surnom signifie « l’héroïque », commence en 635 lorsqu’il tue à la bataille de Cuil Caelain (Comté de Meath) Conall Guthbinn roi d'Uisnech, Máel Umai mac Óengussa et Colgu mac Óengussa tous trois membres du Clan Cholmáin .

## Co Ard ri Erenn
Avec son demi-frère Blathmac il revendique le titre de roi de Tara après la mort de Domnall mac Áedo. La plus grande confusion recouvrent cet événement pour les annalistes eux-mêmes qui considèrent « qu’il était incertain de savoir qui régnait après Domnall ». Il semble en fait qu’il ait été avec Blathmac du Síl nÁedo Sláine Uí Neill du Sud en concurrence pour le titre d’Ard ri Érenn avec les frères Conall Cóel mac Máel Coba & Cellach Máel Coba du Cenél Conaill Uí Neill du Nord .
Diarmaid avait épousé Muirenn une fille de Máel Duin du Cenél Coirpri, épouse en premières noces de Rogalach Uí Briuin roi de Connacht. Il met à profit le meurtre de Rogallach mac Uatu en 649 pour intervenir dans la succession au profit de ses trois beaux fils Fergus, Catahl et Cellach et met en fuite le futur roi de Connacht Guaire Aidne mac Colmain à Carnr Conaill (Comté de Galway) .
Un conflit dans l'actuel comté de Westmeath coute la vie à deux de ses neveux Dunchad et Conall mac Blathmac en 651. Les Annales considèrent Diarmait comme le responsable du meurtre de Conall Cóel en 654.En tout cas il resta Ard ri Érenn conjoint avec Blathmac après la mort de Cellach en 658 ou en 664.
Le règne des deux frères est marqué par l’arrivée de la peste en Irlande le 1er des calendes d’Août 664. L’année suivante les annalistes relèvent une « grande mortalité » qu’ils baptisent « buide Chonaill »   (i.e: peste jaune) dans laquelle les deux Ard ri Érenn  périssent ainsi que de nombreux rois, évêques et abbés d’Irlande. Le titre d’Ard ri Érenn fut ensuite assumé par Sechnasach un fils de Blathmac.

## Famille
D’une union avec Temair la fille d’Áed Bolg roi des Deisi, Diarmait Ruanaid laissa un fils :
- Cernach Sotal mort en 664/667, grand-père de l’Ard ri Érenn Fógartach mac Niall et l’ancêtre des Uí  Chernaig.